# Arruda dos Vinhos
Arruda dos Vinhos és un municipi portuguès, situat al districte de Lisboa, a la regió del Centre i a la Subregió de l'Oeste. L'any 2006 tenia 44.791 habitants. Limita al nord amb Alenquer, al sud-est amb Vila Franca de Xira, al sud amb Loures, a l'oest amb Mafra i al nord-oest amb Sobral de Monte Agraço.

## Població
| Població del concelho d'Arruda dos Vinhos (1801 – 2004) | Població del concelho d'Arruda dos Vinhos (1801 – 2004) | Població del concelho d'Arruda dos Vinhos (1801 – 2004) | Població del concelho d'Arruda dos Vinhos (1801 – 2004) | Població del concelho d'Arruda dos Vinhos (1801 – 2004) | Població del concelho d'Arruda dos Vinhos (1801 – 2004) | Població del concelho d'Arruda dos Vinhos (1801 – 2004) | Població del concelho d'Arruda dos Vinhos (1801 – 2004) | Població del concelho d'Arruda dos Vinhos (1801 – 2004) |
| ------------------------------------------------------- | ------------------------------------------------------- | ------------------------------------------------------- | ------------------------------------------------------- | ------------------------------------------------------- | ------------------------------------------------------- | ------------------------------------------------------- | ------------------------------------------------------- | ------------------------------------------------------- |
| 1801                                                    | 1849                                                    | 1900                                                    | 1930                                                    | 1960                                                    | 1981                                                    | 1991                                                    | 2001                                                    | 2004                                                    |
| 2789                                                    | 4339                                                    | 5547                                                    | 7670                                                    | 8021                                                    | 8875                                                    | 9364                                                    | 10350                                                   | 11210                                                   |

## Freguesies
- Arranhó
- Arruda dos Vinhos
- Cardosas
- Santiago dos Velhos